# A BOY ボーイ
『A BOY ボーイ』は、森田童子の3枚目のオリジナル・アルバム。1977年12月10日にポリドール（現：ユニバーサルミュージック合同会社）より発売された。

## 概要
- コピーは「なんの行為も　なんの理由も、もてない　ぼくたちの時代に　ぼくたちの　ただうちなるやさしさを　いま、ぼくたちは　抒情でしか語ることができない。」[1]
- ポリドール盤ではタイトル表記が「A BOY ボーイ」であったが、1980年以降の再発では「a boy ア・ボーイ」となっている。
- 1980年にポリドールからワーナー・パイオニア（現ワーナーミュージック・ジャパン）に移籍した際、初期4作品が、ジャケットをモノクロ化及び一部を変更し、写真譜、語録などの特典付でレコードがワーナー・パイオニアから再発売された。
- 1988年にこのアルバムを含む初期4作品がCD化された。ジャケットおよびブックレットは80年再発LP盤が基盤になっている。
- 1993年にドラマ『高校教師』がヒットした際、このアルバムを含むアルバム7作が、1988年盤から、ジャケットおよびブックレットをリニューアルし（オリジナル・レコード盤のジャケットを再現せず、再トリミング、加工、差し替えなどが施されている）、ワーナーミュージック・ジャパンからCDで再発売された。1988年盤ではジャケットがモノクロ仕様だったが、オリジナル盤（ポリドール盤）に近いカラー仕様に変更になっている。
- 2016年7月に本作を含むオリジナル・アルバム7作、ベスト・アルバム2作（うち1作初CD化）の計9タイトルが、小澤賢太郎（音楽出版ジュンアンドケイ）の企画・監修で、ユニバーサルミュージック／USMジャパンより、オリジナル・マスター・テープからデジタル・リマスタリングされた音源／SHM-CD仕様で復刻。ジャケットは一部を除いて、オリジナル・レコード盤の仕様、歌詞カードのデザインは1993年CD盤の仕様を基盤に構成された（軌跡とディスコグラフィは割愛されている）。また9作全てがオリコンにチャート・インした。この作品では、23年振りの再発売、今回タイトル表記が久しぶりに「A BOY ボーイ」に戻り、オリジナル・レコードのジャケットから復元している。

## 収録曲

### LP
| 全作詞・作曲: 森田童子。 |                                                                                |           |            |          |      |
| #                        | タイトル                                                                       | 作詞      | 作曲・編曲 | 編曲     | 時間 |
| 1.                       | 「蒼き夜は」(3rdシングル「セルロイドの少女」（B面）として、シングル・カット。) | 森田童子  | 森田童子   | 木田高介 | 4:06 |
| 2.                       | 「君と淋しい風になる」                                                         | 森田童子  | 森田童子   | 石川鷹彦 | 2:47 |
| 3.                       | 「ふるえているネ」                                                             | 森田童子  | 森田童子   | 木田高介 | 4:40 |
| 4.                       | 「ぼくを見かけませんでしたか」                                                 | 森田童子  | 森田童子   | 若草恵   | 4:24 |
| 5.                       | 「セルロイドの少女」(3rdシングル（A面）として、シングル・カット。)             | 森田童子  | 森田童子   | 若草恵   | 3:01 |
| 合計時間:                | 合計時間:                                                                      | 合計時間: | 18:58      |          |      |

| 全作詞・作曲: 森田童子。 |                                       |           |            |          |      |
| #                        | タイトル                              | 作詞      | 作曲・編曲 | 編曲     | 時間 |
| 1.                       | 「淋しい素猫」                        | 森田童子  | 森田童子   | 木田高介 | 3:48 |
| 2.                       | 「ぼくが君の思い出になってあげよう」  | 森田童子  | 森田童子   | 木田高介 | 3:37 |
| 3.                       | 「G線上にひとり」                     | 森田童子  | 森田童子   | 若草恵   | 3:39 |
| 4.                       | 「終曲のために 第3番 「友への手紙」」 | 森田童子  | 森田童子   | 青山勇   | 4:47 |
| 合計時間:                | 合計時間:                             | 合計時間: | 15:51      |          |      |

### CD
| 全作詞・作曲: 森田童子。 |                                                                                |           |            |          |      |
| #                        | タイトル                                                                       | 作詞      | 作曲・編曲 | 編曲     | 時間 |
| 1.                       | 「蒼き夜は」(3rdシングル「セルロイドの少女」（B面）として、シングル・カット。) | 森田童子  | 森田童子   | 木田高介 | 4:06 |
| 2.                       | 「君と淋しい風になる」                                                         | 森田童子  | 森田童子   | 石川鷹彦 | 2:47 |
| 3.                       | 「ふるえているネ」                                                             | 森田童子  | 森田童子   | 木田高介 | 4:40 |
| 4.                       | 「ぼくを見かけませんでしたか」                                                 | 森田童子  | 森田童子   | 若草恵   | 4:24 |
| 5.                       | 「セルロイドの少女」(3rdシングル（A面）として、シングル・カット。)             | 森田童子  | 森田童子   | 若草恵   | 3:01 |
| 6.                       | 「淋しい素猫」                                                                 | 森田童子  | 森田童子   | 木田高介 | 3:48 |
| 7.                       | 「ぼくが君の思い出になってあげよう」                                           | 森田童子  | 森田童子   | 木田高介 | 3:37 |
| 8.                       | 「G線上にひとり」                                                              | 森田童子  | 森田童子   | 若草恵   | 3:39 |
| 9.                       | 「終曲のために 第3番 「友への手紙」」                                          | 森田童子  | 森田童子   | 青山勇   | 4:47 |
| 合計時間:                | 合計時間:                                                                      | 合計時間: | 34:49      |          |      |

## クレジット
- Guitar：石川鷹彦
- Produced by Music Pubrishers Jun & Kei
- Director：三坂洋
- Mixer：北川保則
- Illustrater：滝野晴夫
- Design：清水雅裕（P.C.C）

## 発売形態
| 形態   | 発売日         | 品番      | 発売元                                | 備考                                     |
| ------ | -------------- | --------- | ------------------------------------- | ---------------------------------------- |
| LP     | 1977年12月10日 | MR-3085   | ポリドール                            | オリジナル発売。                         |
| LP     | 1980年04月25日 | L-6303A   | ワーナー・パイオニア                  | 【LP再発】モノクロ・ジャケット。         |
| CT     | 1977年12月10日 | CRF-5038  | ポリドール                            |                                          |
| CT     | 1980年04月25日 | LKF-1004  | ワーナー・パイオニア                  | 【CT再発】モノクロ・ジャケット。         |
| CD     | 1988年03月25日 | 25XL-266  | ワーナー・パイオニア                  | 【初CD化】モノクロ・ジャケット。         |
| CD     | 1993年04月10日 | WPCL-748  | ワーナーミュージック・ジャパン        | 【CD再発】                               |
| SHM-CD | 2016年07月20日 | UPCY-7156 | ユニバーサルミュージック／USMジャパン | 【CD再発】2016年デジタルリマスタリング。 |

## カバー
蒼き夜は
- スラップ・ハッピー・ハンフリー[注 1] - カバーアルバム『SLAP HAPPY HUMPHREY』に収録（1994年11月25日に発売[2]）。

君と淋しい風になる
- かかずゆみ - イメージアルバム「イエスタデイをうたって オリジナルサウンドストーリー」に収録（2003年8月27日に発売）。

ふるえているね
- スラップ・ハッピー・ハンフリー[注 1] - カバーアルバム『SLAP HAPPY HUMPHREY』に収録（1994年11月25日に発売[2]）。

ぼくが君の思い出になってあげよう
- 宍戸留美 - イメージアルバム「イエスタデイをうたって オリジナルサウンドストーリー」に収録（2003年8月27日に発売）。

G線上にひとり
- スラップ・ハッピー・ハンフリー[注 1] - カバーアルバム『SLAP HAPPY HUMPHREY』に収録（1994年11月25日に発売[2]）。